# Meladema lanio
Meladema lanio är en skalbaggsart som först beskrevs av Fabricius 1775.  Meladema lanio ingår i släktet Meladema och familjen dykare. IUCN kategoriserar arten globalt som sårbar. Inga underarter finns listade i Catalogue of Life.